# مارکوس بلیکلی
مارکوس بلیکلی (انگلیسی: Marqus Blakely؛ زادهٔ ۲۲ اکتبر ۱۹۸۸) بازیکن بسکتبال اهل ایالات متحده آمریکا است.
از باشگاه‌هایی که در آن بازی کرده‌است می‌توان به هیوستون راکتس اشاره کرد.